# Windkunst
Die Windkunst nutzt als Gestaltungsmittel das Element Luft. „Windkunst“ ist ein Werk, in dem Landschaft, Wind und ein Kunstwerk in Beziehung gesetzt sind. Zu den Ausdrucksformen der Windkunst zählen Objekte, Skulpturen, Installationen, Videos und Performances.

## Mythologischer und religiöser Hintergrund
In der biblischen Schöpfungsgeschichte modelliert Gott den Menschen zu seinem Ebenbild, hauchte ihm Odem ein und gibt ihm damit eine Seele. Das lateinische Wort „anima“ (= die Seele) hat den gleichen Wortstamm wie die griechische Bezeichnung „anemoi“ für die Götter des Windes. Die griechische Antike unterschied vier Hauptwinde: Zephyros aus dem Westen brachte den Frühling, Notos aus dem Süden den Sommer, Euros kam mit dem Herbst von Osten und Boreas mit dem Winter von Norden.

## Windkunst und Natur
Objekte der Windkunst können sich naturgemäß nicht im Museum präsentieren, sondern finden ihren Ausstellungsort in der freien Natur. Durch ihre Existenz in der Natur sind sie deren vielfältigen Einwirkungen ausgesetzt, d. h., es sind keine „vollendeten“ Werke, sondern sie werden nach ihrer Entstehung weiteren Veränderungsprozessen unterworfen.
Windkunst ist der Land Art eines Richard Long, Robert Smithson oder Walter de Maria verwandt. Beide sind in der freien Natur verortet sind. Eine Landschaftsausstellung inszeniert Kunst und Landschaft und das Naturelement Wind miteinander.

## Windkunst und architektonischer Raum
Objekte der Windkunst finden sich im Kontext von Kunst am Bau oder Kunst im öffentlichen Raum. Festgefügten Bauwerken setzt sie den Moment des Flüchtigen entgegen, strengen Konturen verleiht sie etwas Poetisches, allzu Gewohntem verschafft sie neue Sichtweisen durch Irritationen.
In jüngerer Zeit kamen auch konzeptionellere künstlerische Ansätze zum Zuge, die nicht die klassische Bindung an die Architektur suchen, sondern eher temporären, interventionistischen oder virtuellen Charakter haben.

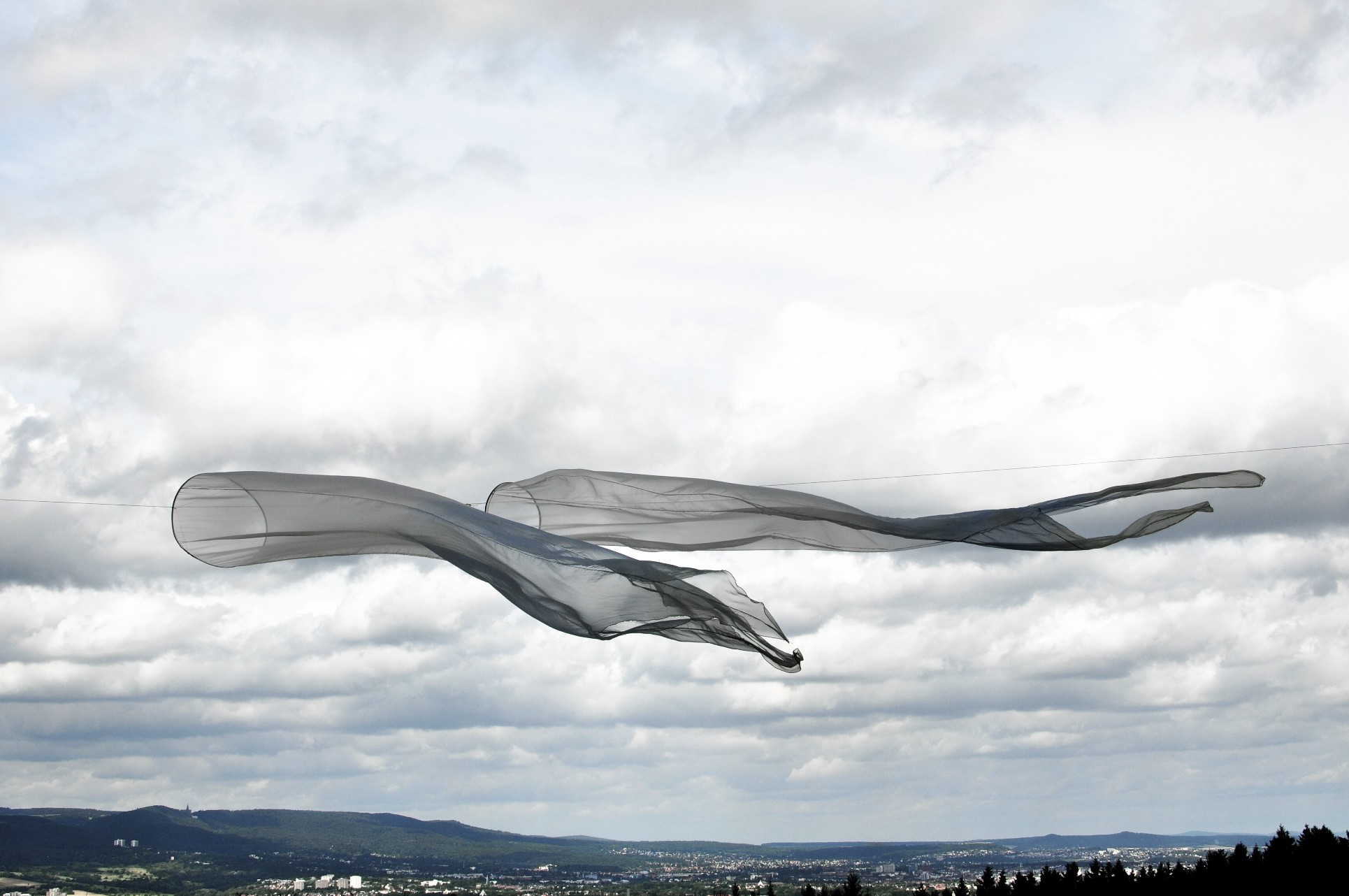
Yu Bogong, Megumi Shimizu: Tales of the wind (Foto: Stefan Menkel)

## Windkunst und Kinetische Kunst
Windkunst ist der kinetischen Kunst verwandt, beide zielen auf Bewegung als neues künstlerisches Gestaltungsprinzip. Kinetische Kunst nutzt mechanische, maschinelle, computergesteuerte oder naturgegebene Antriebskräfte. Die kinetische Plastik löst sich aus der Statik, bringt Veränderung ins Spiel und bezieht oft Licht und Klang als Gestaltungsmittel ein, kann sich aber auch außerhalb der Natur in geschlossenen Räumen entfalten, Bewegungsabläufe sind also nicht ausschließlich dem zufälligen Walten des Windes geschuldet, sondern können durch den Künstler genau bestimmt werden.

## Windkunst im 20. und 21. Jahrhundert
1932 prägte Marcel Duchamp den Begriff des Mobile während eines Besuchs bei Alexander Calder in Paris, dessen abstrakte Skulpturen durch Motoren, Wasser, Wind oder von Hand in Bewegung versetzt werden können. Die Mobiles Calders übten großen Einfluss auf die kinetische Kunst aus. Einer ihrer wichtigsten Vertreter ist der amerikanische Bildhauer George Rickey. Er schuf seit den 1950er Jahren Skulpturen, die so konstruiert sind, dass sich ihre Elemente bereits beim zartesten Lufthauch bewegen, ohne Zuhilfenahme jeglicher mechanischen oder maschinellen Krafteinwirkung. 1952 bis 1999 beschäftigte sich der baskische Künstler Eduardo Chillida mit seinen „Peines del viento“ (Windkämmen), von denen insgesamt 23 entstanden sind. Die von 1974 bis 1977 an der Felsküste des Golfs von Biscaya installierten Windkämme aus Stahl bringen einen dumpfen, vom Wind und der Brandung erzeugten Ton hervor.
Bei den Vertretern der 1957 gegründeten ZERO-Gruppe Heinz Mack, Otto Piene und Günther Uecker ist insbesondere das Licht in Wechselwirkung mit Bewegung von zentraler Bedeutung. Sie schufen dynamische Lichtschwingungen im Raum und suchten insbesondere in der Zeit nach ihrer Trennung 1966 unabhängig voneinander den Dialog von Kunst und Landschaft. Ab 1959 schuf Piene Lichtballette und Rauchbilder und entwickelte ab 1968 seine „Sky-Art-Projekte“, mit Helium gefüllte Formen, die vom Wind bewegt werden. Mack, der bis heute für seine Skulpturen den offenen Naturraum bevorzugt, realisierte 1968 sein „Sahara-Projekt“ mit Lichtinstallationen in der Wüste.
Von starker metaphorischer Bedeutung ist das Motiv des Windes in der Videokunst, so etwa in Bill Violas „The Greeting“ von 1995, in „The Wind“ von Eija-Liisa Ahtila aus dem Jahr 2002 oder Patricija Gilyte mit ihrem Video 360° Heed, dem Wind als Bildhauer.
Im 21. Jahrhundert entstehen auf vielfältige Weise Installationen, in denen der Wind gestaltend wirkt und mit dem Betrachter in Dialog tritt. Der Künstler kann dem Wind freies Spiel lassen oder aber sehr kalkuliert seine Kräfte nutzen. Auf spektakuläre Weise arbeitet Anish Kapoor mit dem Wind und erzeugte 2003 in der Galleria continua in San Gimignano in der Toskana einen fast zehn Meter hohen Tornado aus Dampf. 2011 installierte er im Rahmen der 54. Biennale von Venedig eine weiß erscheinende Rauchsäule in der Kirche San Giorgio Maggiore, die Altar und Kuppel verband und die Transzendenz des Auferstehungsgedankens symbolisierte.

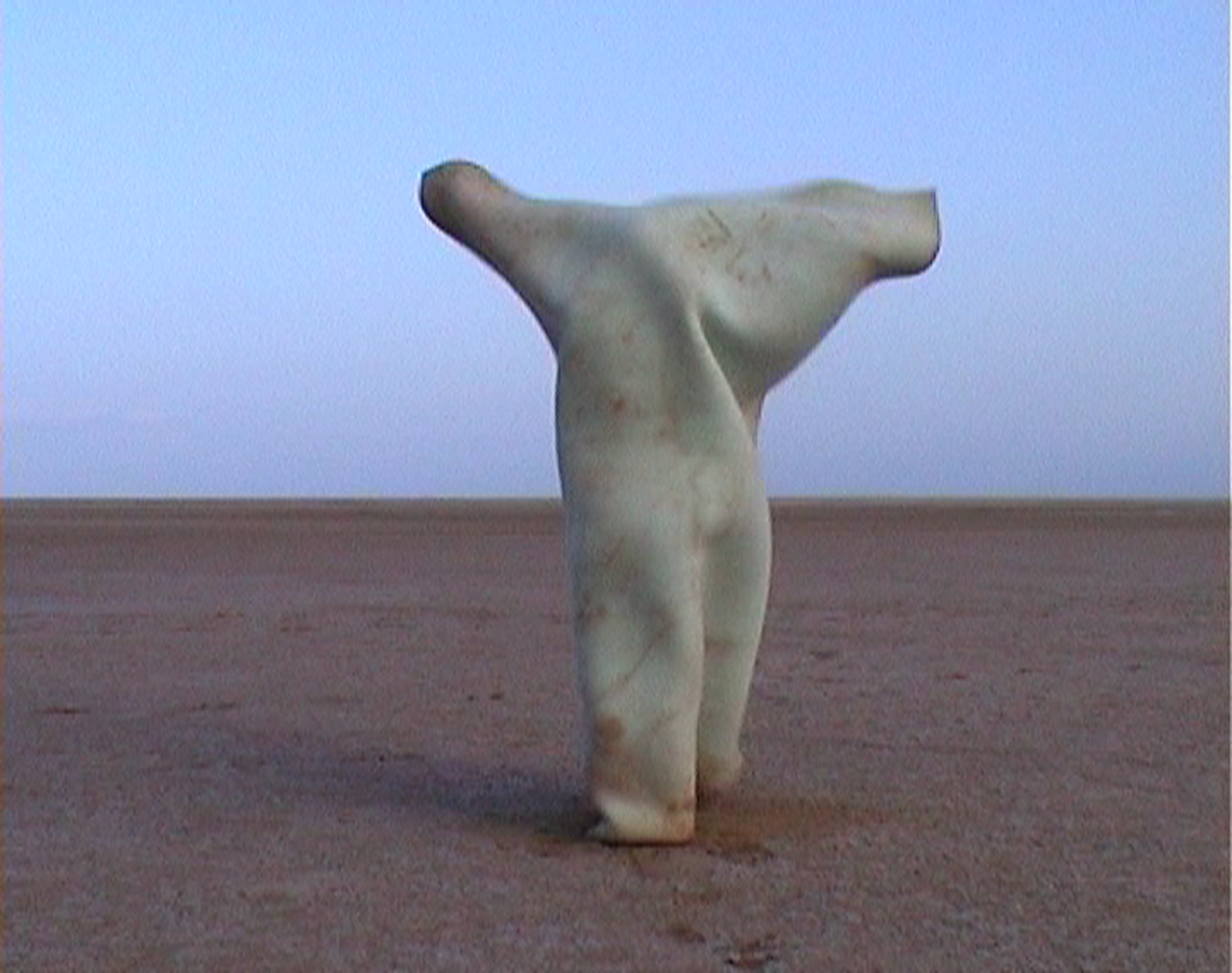
Patricija Gilyte Heed360-Videostill

Seit 2004 findet der Internationale Kunstwettbewerb „bewegter wind“ statt, der von „bewegter wind“ e.V. – Verein zur Förderung der Windkunst und interkultureller Kommunikation ausgeschrieben wird. Das Windkunstfestival findet mit wechselnden Wettbewerbsthemen alle zwei Jahre statt. Kuratorin der Landschaftsausstellung ist Reta Reinl. Der 8. bewegte wind zum Thema „changing horizons“ findet vom 14. bis 28. August 2016 in Hofgeismar und Trendelburg statt.
Im Jahr 2013 fand der erste österreichische Windkraft-Kunst-Wettbewerb „Mach Wind um deine Kunst“ statt. Ziel war die künstlerische Aufarbeitung von „Wind“. Eine Jury, besetzt unter anderem aus den größten Kunstverbänden der Bundesländer Wien, Niederösterreich und dem Burgenland, wählte die 17 top-platzierten Kunstwerke aus.
2016 fand der zweite österreichische Windkraft-Kunst-Wettbewerb unter dem Motto „Nutze die Gunst des Windes“ mit derselben Jury wie 2013 statt. Es wurden fast 400 Wind-Kunstwerke eingereicht. Kurator der abschließenden Vernissage war Lukas Pawek von der IG Windkraft. 21 Kunstwerke wurden prämiert. Der Hauptpreis, der an die Künstlerin Julia Bichler erging, war die künstlerische Gestaltung der ersten Windkraftanlage vom Fuß bis zum Maschinenhaus in Mitteleuropa.

## Künstler
- Eija-Liisa Ahtila
- Daniel Buren
- Alexander Calder
- Eduardo Chillida
- Christo und Jeanne-Claude
- Walter De Maria
- Irene Anton (1. Preis „bewegter wind“ 2004)
- Marcel Pinas (1. Preis „bewegter wind“ 2005)
- Ursula Sax (1. Preis „bewegter wind“ 2006)
- Patricija Gilyte (1. Preis „bewegter wind“ 2008)
- Joachim Römer (1. Preis „bewegter wind“ 2010)
- Haiyuan Wang (1. Preis „bewegter wind“ 2012)
- Hannah Streefkerk (1. Preis „bewegter wind“ 2014)